# Emmons megye
Emmons megye az Amerikai Egyesült Államokban, azon belül Észak-Dakota államban található. Megyeszékhelye és legnagyobb városa Linton. Lakosainak száma 3301 fő (2020. április 1.). Emmons megye Burleigh, Kidder, Logan, McIntosh, Campbell, Sioux, Morton és Corson megyékkel határos.

## Népesség
A megye népességének változása:
| Lakosok száma | 3543 | 3523 | 3487 | 3486 | 3402 | 3301 |
|               | 2010 | 2011 | 2012 | 2013 | 2015 | 2020 |